# Susa Meyer
Susa Meyer (* 1966 in Hamburg) ist eine deutsche Schauspielerin und Sängerin, die hauptsächlich in Österreich tätig ist.

## Leben
Susa Meyer machte eine Ausbildung an der Hamburger Stage School of Music, Dance and Drama, die sie 1990 abschloss. Am Theater Aachen wirkte sie in der West Side Story mit, ein erstes Engagement in Wien hatte sie am Raimundtheater in Grease, wo sie auch in den Musicals Die Schöne und das Biest, Hair und Mamma Mia zu erleben war. Am Theater an der Wien spielte sie in den Musicals Elisabeth und Chicago.

### Volkstheater Wien
2005 holte sie Michael Schottenberg als Ensemblemitglied ans Wiener Volkstheater, wo sie bis zur Spielzeit 2014/15 blieb und unter anderem die Rosalinde in der Fledermaus, Mrs. Robinson in der Bühnenfassung von Die Reifeprüfung, Marianne in der Bühnenfassung von Szenen einer Ehe, Dascha in der Bühnenfassung von Anna Karenina und Mrs. Peachum in der Dreigroschenoper verkörperte.
2011 wurde sie beim Nestroy-Theaterpreis in der Kategorie Beste Nebenrolle für die Darstellung der Mrs. Chasen in Harold and Maude nominiert, für diese Rolle war sie auch beim Dorothea-Neff-Preis für die beste schauspielerische Leistung nominiert.

### Theater in der Josefstadt
Seit der Saison 2015/16 ist sie Ensemblemitglied am Theater in der Josefstadt, wo sie 2015 in Der Gockel als Armandine und 2016 in Totes Gebirge in der Rolle der Theresa Mölbing zu sehen war. An den Wiener Kammerspielen spielte sie 2015 die Jacqueline in La cage aux folles, 2016 in der Uraufführung der Bühnenfassung von Monsieur Claude und seine Töchter die Rolle der Marie Verneuil, 2017/18 in Ferdinand von Schirachs Theaterstück Terror die Rolle der Staatsanwältin Nelson und in der Uraufführung der Bühnenfassung von All About Eve von Christopher Hampton die Rolle der Garderobiere Birdie sowie in der Saison 2018/19 in der Uraufführung von Daniel Glattauers Komödie Vier Stern Stunden die Rolle der Mariella Brem und in der Kriminalkomödie Acht Frauen von Robert Thomas die Rolle der Gaby. Am Theater in der Josefstadt verkörperte sie außerdem in Der Gott des Gemetzels die Rolle der Annette Reille.
Im September 2021 feierte sie als Spelunken-Jenny in der Dreigroschenoper an den Kammerspielen Premiere. In der deutschsprachigen Erstaufführung von The Parisian Woman von Beau Willimon stand sie im Oktober 2021 als Jeanette an den Kammerspielen auf der Bühne. In der Uraufführung der von Stephanie Mohr in Dramenform gebrachten Fassung von Ödön von Horváths Ein Kind unserer Zeit verkörperte sie im September 2022 neben Therese Affolter, Katharina Klar und Martina Stilp den Soldaten. In Nachtland von Marius von Mayenburg mit Martina Ebm und Silvia Meisterle stand sie ab Oktober 2024 an den Kammerspielen der Josefstadt als Kunstexpertin auf der Bühne.
In der Fernsehfilm-Trilogie Brüder mit Wolfgang Böck, Erwin Steinhauer und Andreas Vitásek verkörperte sie die Rolle der Iris Rovan.

## Filmografie (Auswahl)
- 2002–2006: Brüder (Film-Trilogie)
  - 2002: Brüder
  - 2003: Brüder II
  - 2006: Brüder III – Auf dem Jakobsweg
- 2002: Ausgeliefert
- 2003: SOKO Kitzbühel – Fit für den Tod
- 2006: Schlosshotel Orth – Klartext
- 2006: Novotny & Maroudi – Zahngötter in Weiß – Beziehungen
- 2007: Novotny & Maroudi – Zerrungen
- 2010: Schnell ermittelt – Robert Fabian
- 2011: SOKO Kitzbühel – Sunset